# یورا ماوا
یورا ماوا (به لاتین: Jora Mała) یک روستا در لهستان است که در گمینا میکووایکی واقع شده‌است.